# Low Density Lipoprotein
Low-density Lipoprotein (LDL) oder Lipoprotein niedriger Dichte bezeichnet Vertreter einer von mehreren Klassen der Lipoproteine. Es dient als Transportvesikel für die im Blutplasma wasserunlöslichen (lipophilen) Substanzen wie Cholesterin, Cholesterinester, Triglyceride, Fettsäuren und Phospholipide sowie für die fettlöslichen Vitamine Vitamin E und Vitamin A.

## Funktion
LDL transportiert vom Körper selbst gebildetes Cholesterin von der Leber zu den Geweben und zirkuliert im Blut für circa fünf Tage. Cholesterin wird vor allem als Bestandteil von Zellmembranen und als Vorstufe von Gallensäuren und Steroidhormonen benötigt.

## Struktur
Menschliches LDL hat eine Dichte von 1,019 bis 1,063 g/ml und eine Größe von 18 bis 25 nm (im Durchschnitt 22 nm). Damit bildet LDL eine heterologe Gruppe aus Partikeln unterschiedlicher Größe, Zusammensetzung und Struktur. Allen Partikeln ist gemeinsam, dass ein einziges Protein, das Apolipoprotein B100 (Apo B100) mit einer molaren Masse von 550 kDa (4536 Aminosäure-Einheiten), enthalten ist. Dieses macht auch etwa 95 % der Proteinmasse eines LDL-Partikel aus. Darüber hinaus sind über 170 Triglyceride, über 1.600 Cholesterinester, 700 Phospholipide (insbesondere Lecithine und Sphingomyeline) und über 600 Moleküle freies Cholesterin assoziiert. Letzteres ist zu etwa zwei Dritteln an der Oberfläche lokalisiert. Zudem sind viele weitere Lipide wie beispielsweise Lysophosphatidylcholin oder Phosphatidylethanolamin sowie lipophile Antioxidantien wie Ubichinon-10, Vitamin E, γ-Tocopherol oder Carotinoide enthalten.
In den 1970er Jahren nahm man an, dass die LDL-Oberfläche eine Tripel- oder Doppellipidschicht sei, in dessen Kern sich ApoB befände. Heutzutage geht man davon aus, dass es sich um ein sphärisches Lipoproteinpartikel mit einer amphipathischen Lipidschicht handelt, die einen hydrophoben Kern umgibt.
Die LDL-Partikel selbst unterscheiden sich in ihrer Struktur und physikalischen Eigenschaften je nachdem, welche und wie viele Lipide sie enthalten und abhängig von der Konformation von Apo B100.
Des Weiteren sind Untergruppen der LDL bekannt, die sich in ihrem Triglyceridanteil unterscheiden. Das LDL-Muster A bezeichnet dabei die „normalen“ (übliche Form) LDL. Neben ihnen gibt es allerdings auch die „small, dense LDL“ (LDL-Muster B, auch sdLDL oder s-LDL), die einen verringerten Triglycerid- und Cholesteringehalt haben und von denen ein erhöhtes Risiko für koronare Herzerkrankungen ausgeht.
Es sind zahlreiche Mutationen von ApoB-100 beim Menschen bekannt, wobei einige mit hohem Cholesterinspiegel assoziiert sind. Neben extrinsischen Faktoren, die die Höhe des LDL-Spiegels im Blut determinieren, ist die Aktivität des Enzyms Proproteinkonvertase Subtilisin/Kexin Typ 9 (PCSK9) ein wichtiger bestimmender Faktor, da es den LDL-Rezeptor bindet und der Komplex in der Leber abgebaut wird und somit weniger LDL aus dem Blut resorbiert wird. Eine seltene Gen-Variante mit erniedrigter PCSK9-Aktivität ist mit einem niedrigeren LDL-Spiegel und seltenerem Auftreten koronarer Herzerkrankungen verbunden. Dies führte zur Entwicklung spezifischer gegen PCSKA9 gerichteter monoklonaler Antikörper, Medikamente (Hemmer) und Gentherapien.

## Rolle bei Krankheiten
LDL ist etwa durch pro-oxidative Metallkationen leicht oxidierbar und bildet dann oxidiertes LDL, wobei einerseits durch den Oxidationsvorgang fettlösliche Vitamine, insbesondere Vitamin E, verbraucht werden und anderseits einige Tryptophan-Einheiten von apoB-100 oxidiert werden. Oxidiertes LDL wird in den Arterienwänden von Makrophagen ungehemmt und konzentrationsunabhängig aufgenommen (phagozytiert) und gespeichert. Diese Fettüberladung der Makrophagen führt zur Bildung von Schaumzellen, was eine der Ursachen für die Entstehung von Arteriosklerose ist.
Dabei hängt der kausale Effekt sowohl von der Höhe als auch der Akkumulation ab, der man ausgesetzt ist. Daher ist es von besonderer Bedeutung, das ganze Leben über niedrige LDL-Blutwerte zu haben. Für die medikamentöse Senkung stehen eine Reihe von Substanzen zur Verfügung, wie z. B. die Gruppe der Statine. So kann die Anzahl der Partikel minimiert werden, die sich in den Arterienwänden einlagern und somit auch der fortschreitende Aufbau von Plaques verlangsamt werden.

## Abbau
Für den Abbau des LDL-Cholesterins im Blut gibt es im menschlichen Körper zwei voneinander unabhängige Wege: den LDL-Rezeptorweg und den sogenannten Scavenger-Pathway. Der größte Teil, etwa 65 % des LDL-Cholesterins im Plasma, wird über LDL-Rezeptoren verstoffwechselt, wobei ein Bereich zwischen den Aminosäure-Einheiten 3359 bis 3369 am apoB-100 als Rezeptor-Bindungsstelle identifiziert wurde und für die Bindung von LDL am Rezeptor verantwortlich ist. LDL-Rezeptoren findet man in allen Zelltypen der Arterien und in Hepatozyten (Leberzellen). Die LDL-Partikel werden von den Rezeptoren über Clathrin-Coated-Pits in die Zellen aufgenommen, dort fusionieren die endozytotischen Vesikel mit Lysosomen. Durch den dort herrschenden sauren pH löst sich das LDL vom Rezeptor, der dann zur Zellmembran zurücktransportiert wird, und wird durch lysosomale Proteasen abgebaut. Die transportierten Lipide werden ins Zytosol transportiert und als Lipidtropfen gelagert.

## Labormessungen (Diagnostik)
Bei Blutuntersuchungen wird unterschieden zwischen dem Cholesterinwert (auch Gesamtcholesterin, hier wird das gesamte Cholesterin im Blut erfasst) und dem LDL-Cholesterin (hier wird nur der LDL-Anteil bestimmt).
Das LDL-Cholesterin wird heute in Routinelaboratorien mit Analysatoren der klinischen Chemie direkt gemessen. (Roche, Beckmann, Siemens etc.)
Eine Berechnung über die Friedewaldformel mittels der direkt gemessenen Werte Gesamtcholesterin, Triglyceride und HDL erfolgt nur noch selten. Nach Friedewald wird LDL-Cholesterin indirekt berechnet, wobei Triglyceride nur zum Fünftel angesetzt werden: LDL-Cholesterin = Gesamt-Cholesterin - HDL - Triglyceride/5. In Deutschland liegt der Referenzwertbereich für LDL-Cholesterin für Frauen und Männer zwischen 70 und 180 mg/dl.
Für Forschungszwecke wird das LDL zumeist durch Ultrazentrifugation aus dem Blutplasma isoliert und ist wegen seiner gelben Farbe, die vom Carotinoid-Gehalt stammt, als Bande in der Dichtegradientenlösung gut sichtbar.
Das LDL ist nach der Isolierung sehr oxidationsempfindlich und kann nur sauerstofffrei in einem geschlossenen Gefäß (durch Verdrängung von Luft mit Argon) über einige Tage bei 4 °C gelagert werden.